# Szakálháza

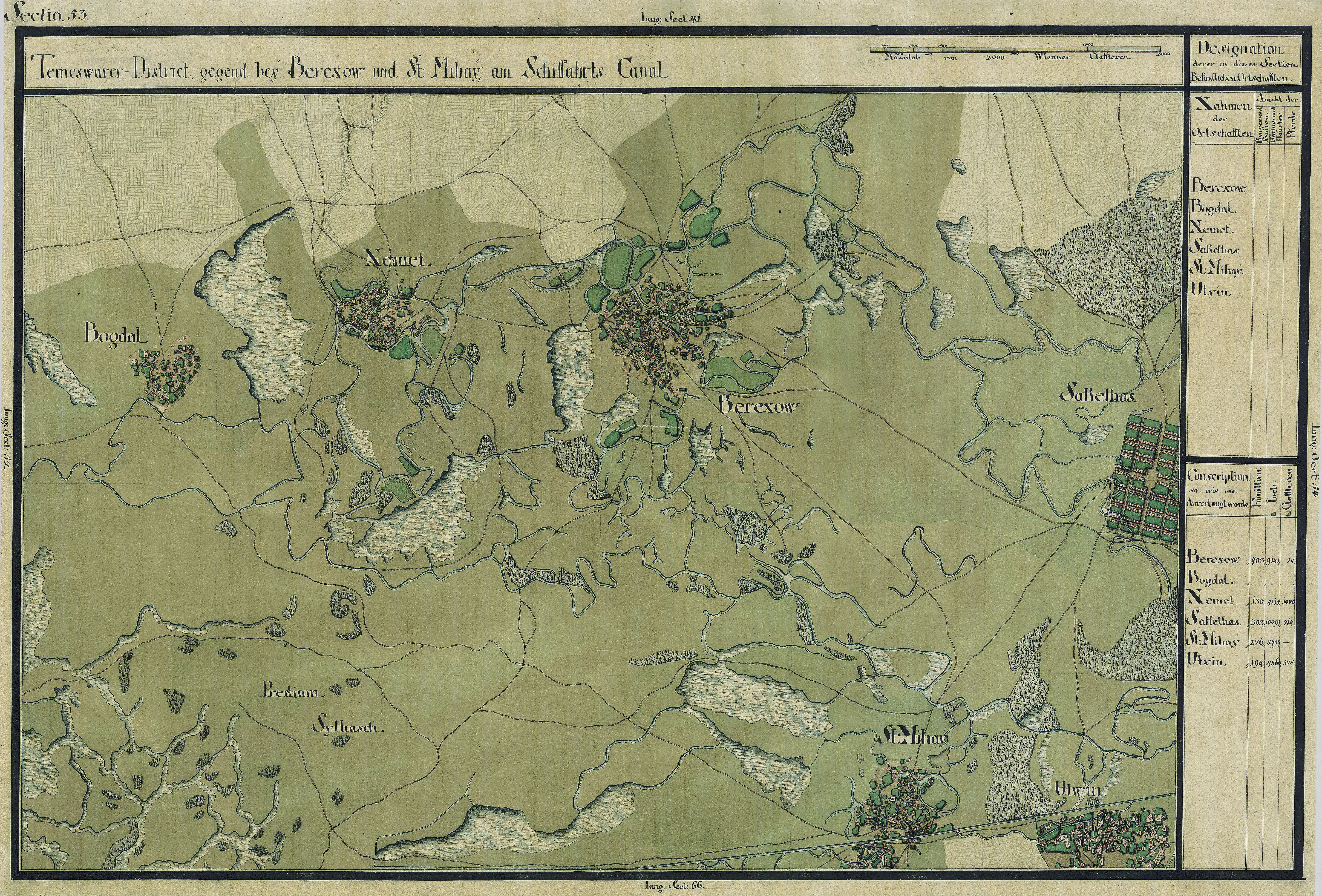
Szakálháza egy régi katonai térképen

Szakálháza (románul: Săcălaz, németül: Sackelhausen) település Romániában, a  Bánságban, Temes megyében.

## Fekvése
Temesvár nyugati szomszédjában, Berekszó, Újbesenyő, Bégaszentmihály és Ötvény közt fekvő település.

## Története
Szakálháza nevét 1392-ben említette először oklevél Zakalhaza néven. Ekkor a Peterdi család birtoka volt, és egy 1479. évi oklevél szerint ekkor Csanád vármegyéhez tartozott. 1520-ban Literatus Máté birtoka volt.
A török hódoltság alatt sem néptelenedett el, és még az 1717. évi kamarai jegyzék 66 ház állt itt, az 1723-1725. évi gróf Mercy-féle térképen már lakatlan helyként van feltüntetve. Később azonban ismét benépesült. A 18. század közepén román családok költöztek ide. Az 1761. évi térkép azonban már óhitűektől lakott helységként tüntette fel. 1765-ben Hildebrand igazgatósági tanácsos 300 házat építtetett itt, ahova 1756-ban Lotharingiából és Mainz vidékéről származó németeket telepített le.
A település nagyrészt kamarai birtok volt, és még az 1900-as évek elején is a királyi kincstár tulajdonában volt. 1910-ben 3655 lakosából 3435 német, 26 magyar, 92 román volt. Ebből 3556 római katolikus, 99 görögkeleti ortodox volt.
A trianoni békeszerződés előtt Temes vármegye Központi járásához tartozott.

### Az első világháború után
1951-ben 224 bánáti sváb lakosát deportálták a Bărăganra.

## Nevezetességek
- Római katolikus temploma 1772-ben épült. Mihály arkangyal tiszteletére szentelték fel.